# Сабинол
Сабинол — природный спирт, относящийся к монотерпеновым спиртам. Представляет собой бесцветную жидкость с характерным запахом. Имеет четыре возможных стереоизомера.

## Нахождение в природе и свойства
Сабинол встречается в некоторых эфирных маслах, в частности, в можжевёловом масле, масле можжевельника казацкого (Juniperus sabina L.), кипарисовом эфирном масле, эфирных маслах полыни горькой (Artemisia absinthium) и полыни клейковатой (Artemisia subviscosa turcz.).
Сабинол — бесцветная прозрачная жидкость. Хорошо растворяется в спирте, практически нерастворим в воде.